# Görög szamócafa
A görög szamócafa (Arbutus andrachne) a hangafélék (Ericaceae) családjába tartozó örökzöld fafaj.
Azokon a területeken, ahol a nyugati szamócafával (Arbutus unedo) együtt fordul elő, könnyen kereszteződnek, hibridjük a platánkérgű szamócafa (Arbutus x andrachnoides).

## Származása, élőhelye
Délkelet-Európa, Délnyugat-Ázsia erdeiben, cserjéseiben, és törmelékes hegyoldalin fordul elő.

## Leírása
Terebélyes, 10 m magasra megnövő fa.
kérge vörösbarna, vékony csíkokban hámlik. A frissen felszínre került réteg narancsbarna. A levelek elliptikusak vagy tojásdadok, 10 cm hosszúak, 5 cm szélesek, rendszerint ép szélűek ritkán fogazottak. Felszínük sötétzöld, fonákjuk világosabb és sima. Csak a fiatal hajtások levelesek. 
A virágok csupor alakúak, kb. 6 mm hosszúak, rövid kocsányúak. Rügyfakadáskor zöldesek, kinyílva fehérek. Hajtásvégi 10 cm-es, felálló fürtjeik kora tavasszal jelennek meg.
A termése narancsvörös, húsos, sima felületű, 1 cm átmérőjű.

## Képek

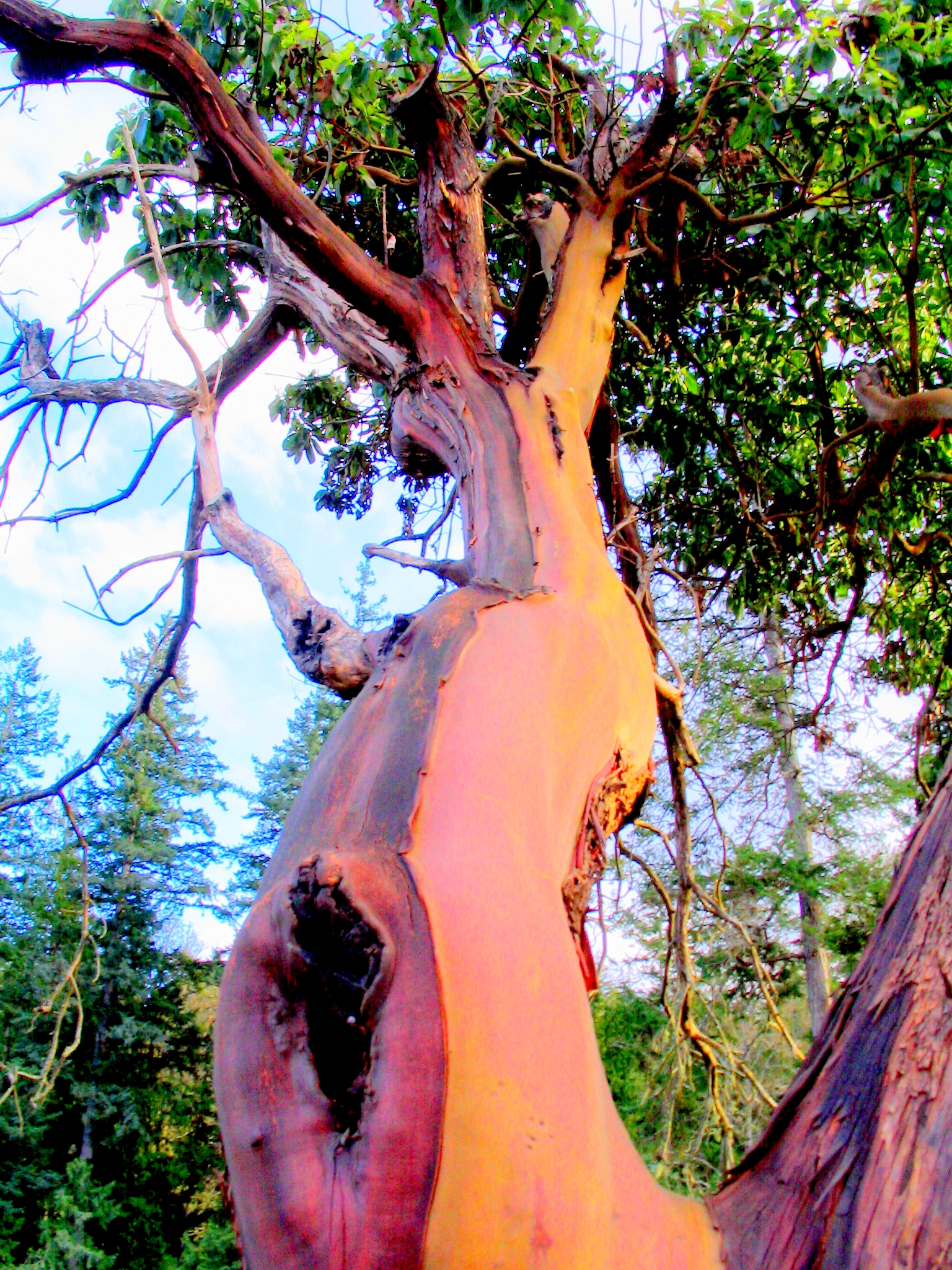
Törzse
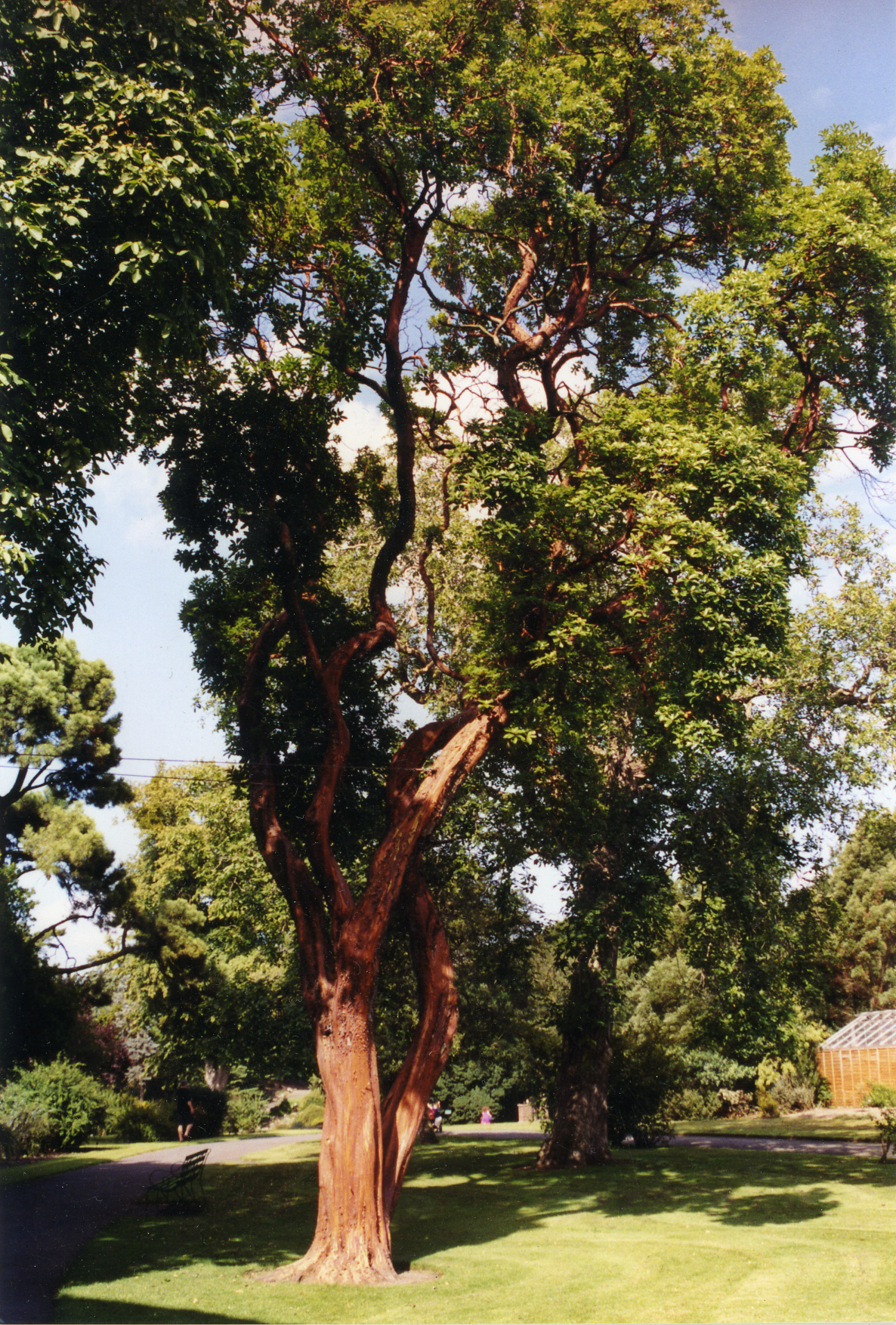
Habitusa
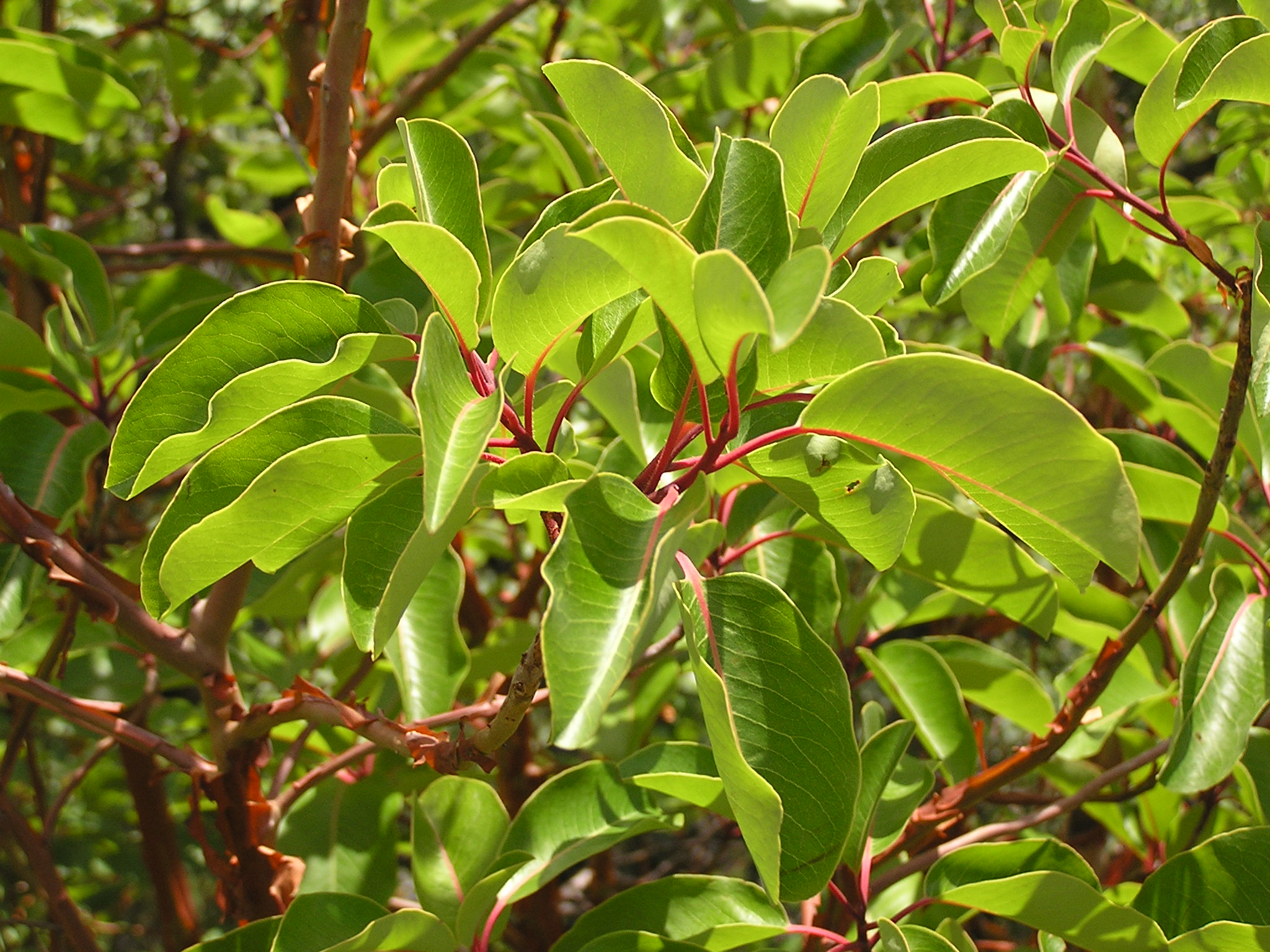
Levelei
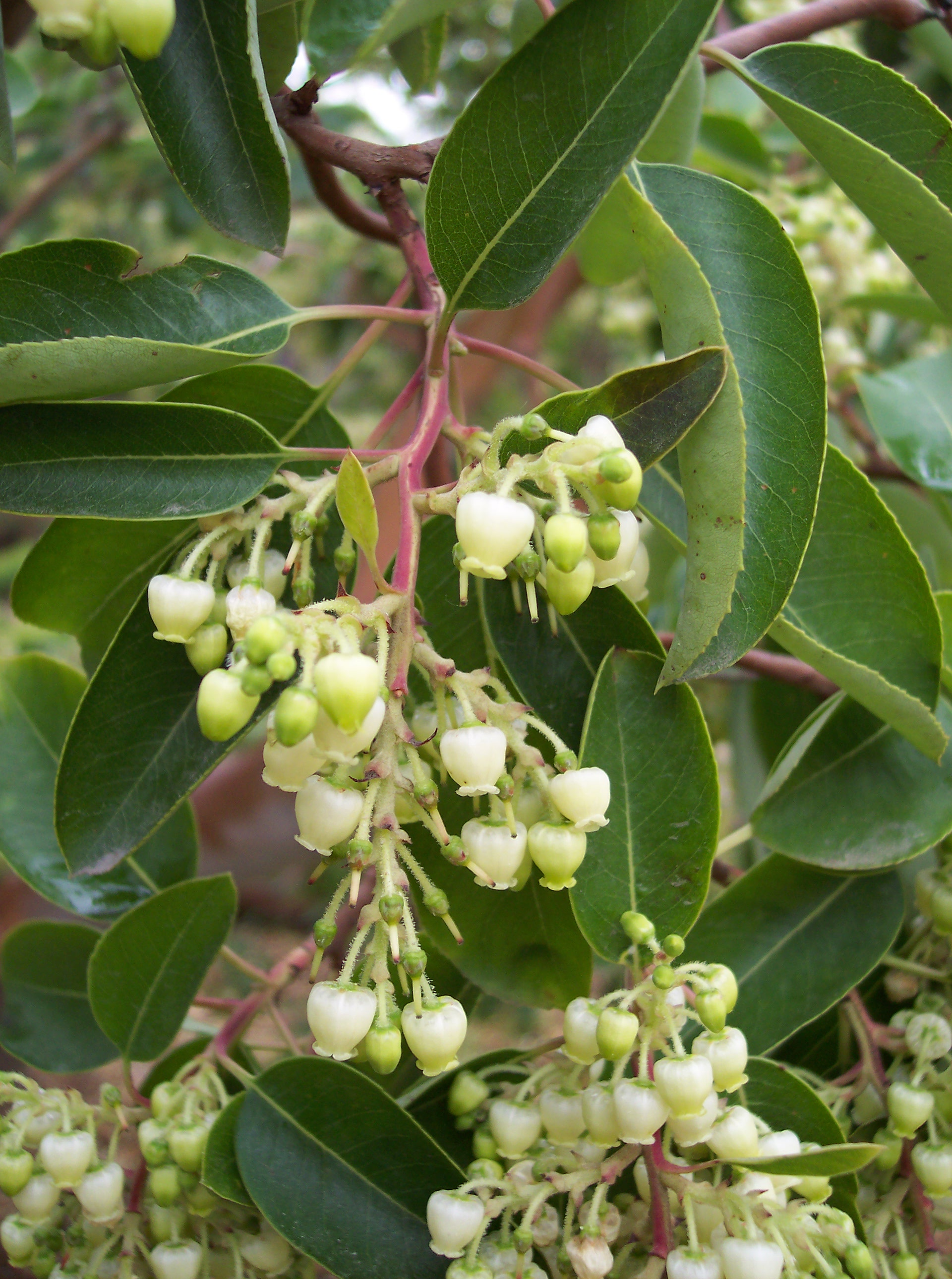
Virágai
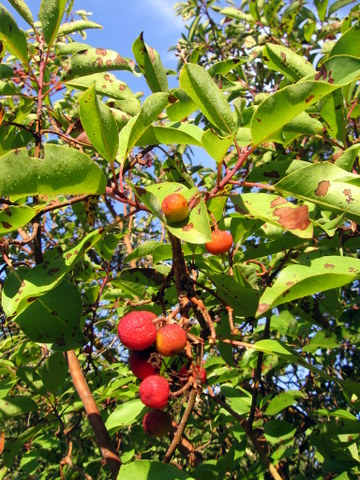
Termései
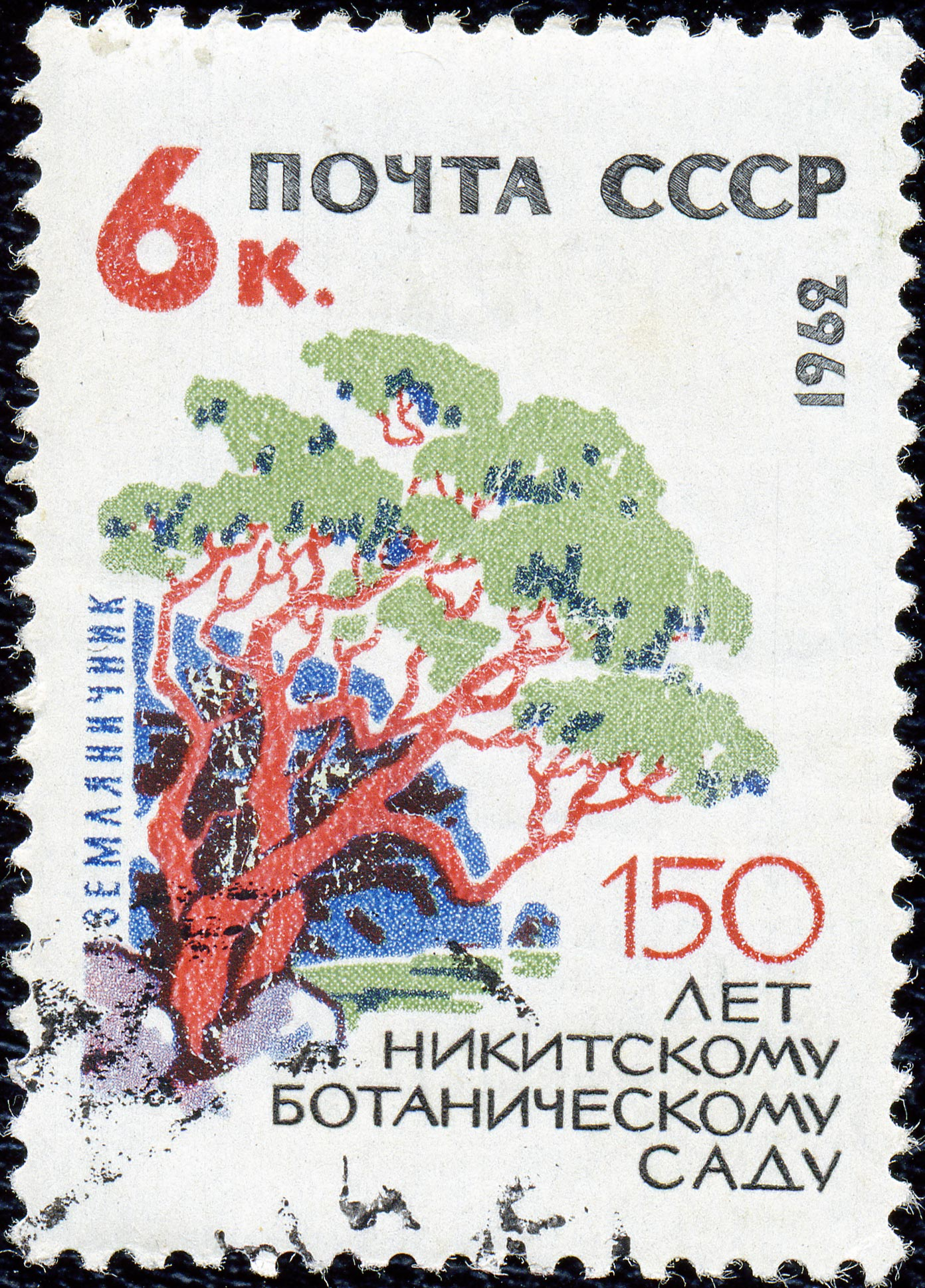
Ábrázolása egykori szovjet bélyegen